# Llista de patriarques de Moscou

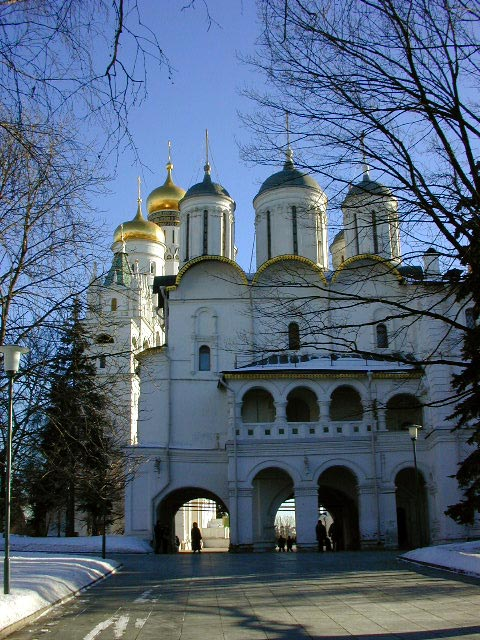
L'Església dels Dotze Apòstols, seu domèstica dels Patriarques de Moscou

La història de l'Església Ortodoxa Russa comença amb el Baptisme de Rus a Kíev, datat tradicionalment al 988, encara que les proves que envolten aquest fet són discutides (vegeu Cristianització de la Rus de Kíev). El 1316, el metropolità de Kíev canvià la seva seu per la ciutat de Vladímir, i el 1322 es traslladà a Moscou. El 1589, la seu va ser elevada al Patriarcat. El Patriarcat va ser abolit pel tsar Pere el Gran el 1721 i substituït pel Sant Sínode Governant, i el bisbat de Moscou tornà a ser anomenat Metropolità. El Patriarcat va ser restaurat el 1917 i suspès per les autoritats soviètiques el 1925. Va ser restaurat el 1943, en plena Segona Guerra Mundial, a iniciativa del líder soviètic Ióssif Stalin.

## Metropolitans de Moscou (1240-1589)
- - Sant Ciril II (III), locum tenens (1240-1246)
- Sant Ciril II (III) (1246-1281)
  - vacant (1281-1283)
- St. Màxim (1283-1305)
- St. Pere (1308-1326)
  - vacant (1326-1328)
- St. Teognost (1328-1353)
- St. Alexis (1354-1378)
  - Mikhaïl (Mityay), locum tenens (1378-1379)
    - vacant (1379-1381)
- St. Ciprià (1381-1382)
- Pimen (1382-1384)
- St. Dionís I (1384-1385) 
  - vacant (1385-1390)
- St. Ciprià (1390-1406), restaurat
  - vacant (1406-1408)
- St. Foci (1408-1431)
  - vacant (1431-1433)
- Gerasim (1433-1435)
  - vacant (1435-1436)
- Isidor de Kíev (1436-1441)
  - vacant (1441-1448)
- St. Jonah (1448-1461)
- Teodosi (1461-1464)
- Felip I (1464-1473)
- Geronti (1473-1489)
- Zòsim (1490-1494)
- Simó (1495-1511)
- Varlaam (1511-1521)
- Daniel (1522-1539)
- Josefus (1539-1542)
- St. Macari (1542-1563)
- Atanasi (1564-1566)
- St. Germà (1566)
- St. Felip II (1566-1568)
- Ciril III (IV) (1568-1572)
- Antoni (1572-1581)
- Dionisi II (1581-1587)
- St. Job (1587-1589), el darrer Metropolità i el primer Patriarca de Rússia.

### Patriarques de Moscou i de Totes les Rússies (1589-1721)
1. St. Job (1589-1605)

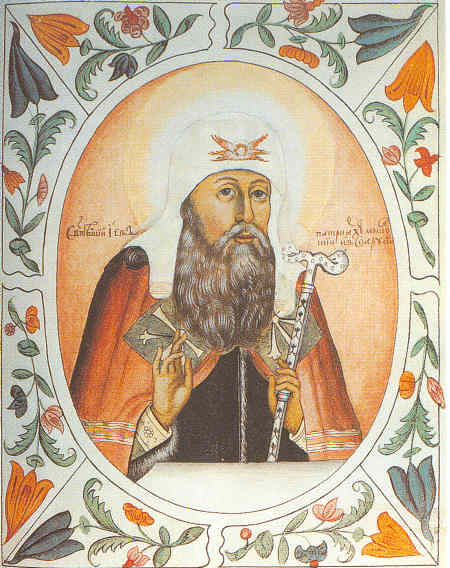
St. Job, el primer Patriarca de Rússia.

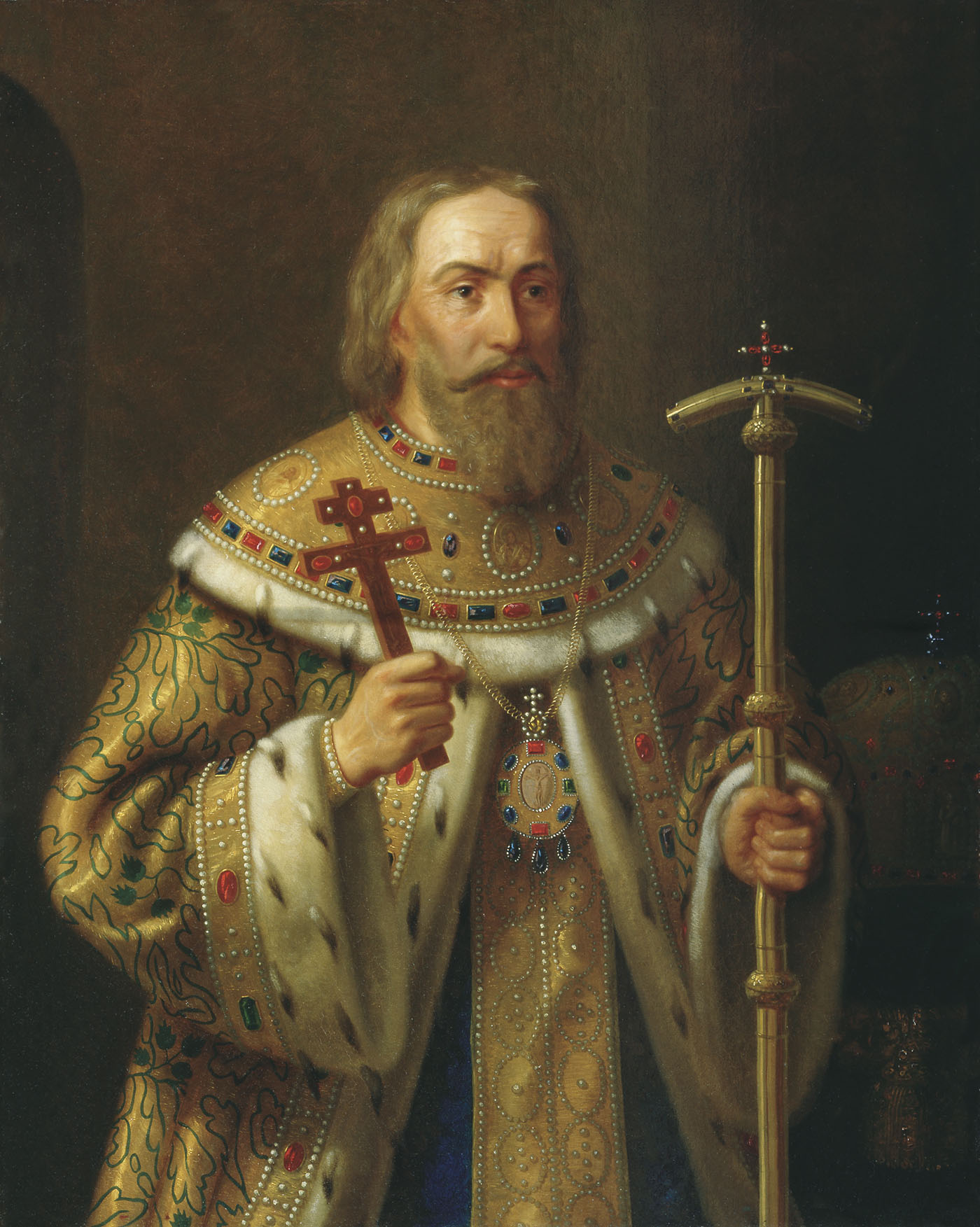
Patriarca Filaret.

  - Ignasi (1605-1606) No compta com a legítim per a l'Església Ortodoxa Russa
2. St. Hermògenes (1606-1612)
  - vacant (1612-1619)
3. Filaret (1619-1633)
4. Josep I (1634-1642)
5. Josep (1642-1652)
6. Nicó (1652-1658)
  - Pitirim de Krutitsi, locum tenens (1658-1667)
7. Josep (1667-1672)
8. Pitrim (de Krutitsi) (1672-1673)
9. Joaquim (1674-1690)
10. Adrià (1690-1700)
  - Stephen Iavorski, locum tenens (1700-1721)

### Metropolitans i arquebisbes de Moscou (1721-1917)
- Feofan Prokopovitx (1722–1736)
- Josep Voltxanski (1742-1745)[1]
- Plató I (1745-1754)[2]

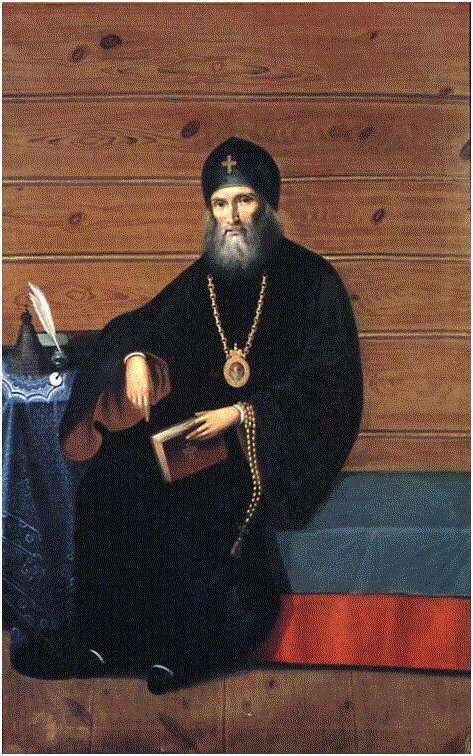
Metropolità Filaret, a la seva cel·la

- Hilarió de Krutitsi, Coadjutor (1754-1757)
- Timoteu (1757-1767)
- Ambròs (1768-1771)
- Samuel de Krutitsi, Coadjutor (1771-1775)
- Plató II (1775-1812)
- Agustí (1812-1819)
- Serafí (1819-1821)
- St. Filaret (1821-1867)
- St. Innocenci (1868-1879)
- Macari I (1879-1882)
- Joannici (1882-1891)
- Leonci (1891-1893)
- Sergi I (1893-1898)
- St. Vladímir (1898-1912)
- St. Macari II (1912-1917)

### Patriarques de Moscou i de Totes les Rússies (Restaurat, 1917-Present)
- 11) Tikhon (1917-1925)
  - vacant (1925-1943)

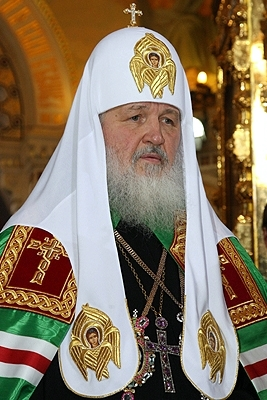
Ciril I

    - Metropolità Pere de Krutitsi, locum tenens (1925-1936), de facto només fins a 1926
    - Metropolità Sergi de Nijni Novgorod, actuant locum tenens (1926-1936)
    - Metropolità Sergi de Moscou i Kolomna (prèviament de Nijni Novgorod), locum tenens (1936-1943)
- 12) Sergi I de Moscou (prèviament Metropolità de Moscou i Kolomna) (1943-1944)
  - Alexis Arquebisbe de Novgorod i Metropolità de Leningrad, locum tenens (1944-1945)
- 13) Alexis I (1945-1970)
  - Metropolità Pimen de Krutitsi i Kolomna, locum tenens (1970-1971)
- 14) Pimen I (1971-1990)
  - Metropolità Filaret de Kíev i Tota Ucraïna, locum tenens (1990)
- 15) Aleix II (1990-2008)
  - Metropolità Ciril de Smolensk i Kaliningrad, locum tenens (2008-2009)
- 16) Ciril I de Moscou (des del 2009)